# 데이브 힐먼
다리우스 더튼 힐먼(영어: Darius Dutton Hillman, 1927년 9월 14일~2022년 11월 20일)은 미국의 프로 야구 선수로, 포지션은 투수였다. 1955년부터 1962년까지 메이저 리그 베이스볼(MLB)의 시카고 컵스, 보스턴 레드삭스, 신시내티 레즈, 뉴욕 메츠 등지에서 뛰었다. 1962년 뉴욕 메츠 선수단 중 가장 장수한 일원이었다.